# Євкова Ольга Володимирівна
Євка Ольга Володимирівна (15 липня 1965) — російська баскетболістка.
Бронзова призерка Олімпійських ігор 1988 року.